# Edita Vilkevičiūtė
Edita Vilkeviciute (Kaunas, 1 de enero de 1989) es una modelo lituana.

## Carrera
Asistió a un casting organizado por D-Max models management cuando estaba de vacaciones con sus padres en la playa. Después de su descubrimiento, Vilkevičiūtė firmó con Women Management en Milán a la edad de 16 años, y después, con VIVA en París en 2006. Su debut en la pasarela fue para Just Cavalli para los eventos primavera/verano 2006 en Milán. El mes siguiente, figuró en la editorial Vogue Paris, fotografiada por Katja Rahlwes.
Desfiló para Paul Smith, Preen y Marios Schwab en Londres. Retornó a los desfiles en Milán y Nueva York en la semana de la moda primavera/verano 2008, desfilando para Shiatzy Chen, Balenciaga, Chanel, Dries van Noten, Miu Miu, y Louis Vuitton. En 2008 fue elegida para la campaña primavera/verano de Dolce and Gabbana, fotografiada por Mario Testino. Figuró en las campañas de la fragancia 2008 de Versace, Marc O'Polo, Giuseppe Zanotti y Eres Paris print campaigns. Durante otoño/invierno 2008–09, abrió y cerró eventos para Burberry y La Perla. Reemplazó a Angela Lindvall como la musa de los perfumes de Versace, y Karl Lagerfeld la contrató para hacer de Coco Chanel en su película Chanel, The Silent Film. A finales de 2008, participó en el Victoria's Secret Fashion Show 2008, en el segmento "PINK".
En la actualidad es el rostro de Karl Lagerfeld, Gap en Japón, Dior Beauty y Emporio Armani. En las campañas otoño/invierno 2008, Vilkevičiūtė reemplazó a Hilary Rhoda como el rostro de la línea de ropa Etro. También hizo una campaña para Louis Vuitton, para el rango Mon Monogram centrado en la customización de productos. Vilkevičiūtė ha aparecido en diversas revistas internacionales incluyendo portadas para Marie Claire en agosto de 2007 y mayo de 2008, Vogue en Alemania (agosto de 2009) y Rusia (mayo de 2007), Numéro en septiembre de 2008, Allure, y i-D.
Durante la temporada primavera/verano 2009 desfiló en más de 35 pasarelas para diseñadores de élite, como Chloe, Shiatzy Chen, Chanel, Stella McCartney, Givenchy, Yves Saint Laurent, Zac Posen, y Dolce & Gabbana, y participó en el Victoria's Secret Fashion Show 2009, en el segmento "All Aboard" y "Enchanted Forest". Ese mismo año, apareció desnuda en Interview junto a Zac Efron. La carrera de Vilkeviciute progresó, abrió para Valentino Garavani en París. Fue fotografiada por Terry Richardson y Patrick Demarchelier como el rostro de Yves Saint Laurent y Blumarine. 
En 2010, Vilkevičiūtė apareció en las revistas Numéro, Vogue España, Numéro Tokyo, Vogue Grecia, Vogue Alemania y Muse. También participó en el Victoria's Secret Fashion Show 2010, en el segmento "Country Girls".
Se sacó una foto ella misma para la campaña de Rag & Bone Do-It-Yourself en primavera de 2011 junto a Sasha Pivovarova, Abbey Lee Kershaw, Candice Swanepoel, Karolína Kurková y Lily Aldridge. En agosto de 2011, Vilkevičiūtė apareció en la portada de Numéro China. Rechazó convertirse en ángel de Victoria's Secret em 2011, prefiriendo aparecer en la pasarela de Versace en colaboración con H&M.
En 2012, Vilkeviciute fue el rostro de la fragancia de Calvin Klein, "Eternity Aqua for Her". Apareció en el calendario 2012 de Pirelli fotografiada por Mario Sorrenti.
En 2013, se convirtió en el rostro de Bulgari Omnia Crystalline Fragrance apareció en anuncios de Juicy Couture. Figuró en la portada de Vogue Paris y Lui Francia con una editorial titulada "Edita e"n la playa.
En 2014 se convirtió en el rostro de la fragancia de Viktor & Rolf,'Bonbon'.
Eshen febrero de 2014 apareció en una editorial de Vogue Paris. En noviembre de 2014 figuró en la portada de Vogue España y en 032C con el director Mel Ottenberg. Trabajó para editoriales de Vogue China, Vogue Germany, W Magazine, Vogue Australia, entre otras. Desfiló en la pasarela del New York Fashion Week como exclusiva de Versus x Anthony Vaccarello y en la Paris Fashion Week desfilando para Mugler, Isabel Marant, Balmain y Anthony Vaccarello .
Trabaja con marcas como H&M, Mango , Esprit, Next Uk, Massimo Dutti & Calvin Klein . En 2015 Edita fue elegida el rostro de Juicy Couture en su campaña primavera/verano 2015. Firmó para realizar anuncios para la fragancia de Cavalli, ‘Paradiso’. En las propias palabras de Roberto Cavalli, ella es "una supermodelo de belleza increíble. Retiene el espíritu de la fragancia y es el ejemplo de la mujer Paradiso, una criatura infinitamente femenina que irradia glamour y sofisticación sin miedo a usar su seductividad."